# 板取村立岩本小学校
板取村立岩本小学校 （いたどりそんりつ いわもとしょうがっこう）は、かつて岐阜県武儀郡板取村（現・関市）に存在した公立小学校。

## 概要
- 武儀郡板取村岩本の小学校であった。1970年廃校。
- 廃校後、児童は板取第一小学校と島口小学校に転入した。

## 沿革
板取村岩本の小学校は、1873年に三余学校として開校しているが、近隣の学校との統廃合によって廃校。岩本尋常小学校として開校し認可されたのは1913年である。ここでは、前身校の三余学校からの沿革を記述する。
- 1873年（明治6年） - 武儀郡板取村岩本に三余学校が開校。保木口に保木口分教室、島口に島口分教室を設置。
- 1886年（明治19年） - 岩本簡易小学校に改称する。保木口分教室が保木口簡易科小学校、島口分教室が島口簡易科小学校として分立する。
- 1890年（明治23年） - 岩本尋常小学校に改称する。
- 1907年（明治40年） - 岩本尋常小学校と保木口尋常小学校が統合、中切尋常小学校となる。校舎は旧・岩本尋常小学校校舎および旧・保木口尋常小学校校舎を使用。
- 1908年（明治41年） - 中切尋常小学校岩本分教場[注釈 4]を設置。
- 1912年（明治45年） - 校舎を新築。岩本尋常小学校として独立が計画されたが、認可されなかった。
- 1913年（大正2年） - 岩本尋常小学校として認可され、独立。
- 1941年（昭和16年）4月1日 - 岩本国民学校に改称する。
- 1947年（昭和22年）4月1日 - 板取村立岩本小学校に改称する。
- 1952年（昭和27年） - 新築（木造2階建）移転。
- 1959年（昭和34年）
  - 9月26日 - 伊勢湾台風により床上浸水。1952年の移転場所が板取川の河川敷グラウンドの跡であったこともあり、床上2mまで浸水。低学年は上ヶ瀬公民館、高学年は門出小学校で授業を行う。
  - 11月 - 校舎が復旧する。
- 1962年（昭和37年） - 校舎の大規模修繕を行う。
- 1970年（昭和45年）3月 - 廃校。児童は板取第一小学校と中切小学校へ転入する。

## その他
- 1997年に板取第一小学校と板取北小学校を統合して開校した板取小学校の旧・住所表記は武儀郡板取村岩本1804であり、かつての岩本小学校の校区内である。